# Centrum-venstre
Centrum-venstre er en betegnelse for den del af det politiske spektrum, der går fra midten til og med den moderate venstrefløj. Idet det yderste venstre således ikke er omfattet, består centrum-venstre i aktuel dansk politik af partierne Det Radikale Venstre, Socialdemokraterne, Alternativet og Socialistisk Folkeparti (dog hører SF også til den mere venstreorienterede side). 
Ideologisk dækker betegnelsen centrum-venstre altså over socialliberalisme, socialdemokratisme og i lettere grad grøn ideologi, der ikke direkte er repræsenteret i dansk politik, men som f.eks. ses hos Die Grünen i Tyskland. Fælles for centrum-venstre er, at man ønsker en blandingsøkonomi med en offentlig sektor af betydelig størrelse og en privat sektor, der er delvist reguleret. Typisk vil centrum-venstre politikere og partier gå ind for offentligt finansieret uddannelsessystem og sundhedssektor, samtidig med at man vil bakke op om begreber som solidaritet, lighed og sekularisme. Centrum-venstre er desuden kendetegnet ved en konsekvent opbakning til de parlamentariske idealer og en deraf følgende afstandstagen til vold som politisk virkemiddel.
Eksempler på aviser der betragtes som centrum-venstre-aviser omfatter bl.a. Politiken og Information, der definerer sig selv sådan. Begge er dog uafhængige af partipolitiske interesser.